# Кристиан Кръстев
Кристиан Кръстев е български икономист. От януари 2020 г. до декември 2022 г. е заместник-кмет по направление “Транспорт и градска мобилност" към Столична община. Бивш министър на транспорта, информационните технологии и съобщенията в състава на служебното правителство на Марин Райков.

## Биография

### Ранен живот и образование
Кристиан Димитров Кръстев е роден на 9 юли 1976 година в град Ямбол, България. Получава бакалавърска степен по „Икономика на индустрията“ от Университета за национално и световно стопанство и магистърска степен по „Международни икономически отношения“, както и допълнителна специализация по „право“ в УНСС.
На 10 ноември 2014 година Кристиан Кръстев е постриган за иподякон от западно и средноевропейския митрополит Антоний в храма „Свети цар Борис Покръстител“ в Берлин. От юли 2016 година е член на Върховния църковен съвет на Българската православна църква.

## Заемани длъжности
Това е списък със заеманите длъжности на Кристиан Кръстев в периода от 1998 г. до посочването му за служебен министър през март 2013 г.:
| Работодател                     | Длъжност                                              | Период                        |
| ------------------------------- | ----------------------------------------------------- | ----------------------------- |
| в-к „Време“                     | „Човешки ресурси“                                     | 1998 – 2003                   |
| МТИТС                           | мл./ст. експерт в дирекция КПКП                       | декември 2003 – февруари 2004 |
| МТИТС                           | директор на дирекция КПКП                             | март 2004 – февруари 2005     |
| „Летище Бургас“ ЕАД             | председател на Съвета на директорите                  | април 2004 – декември 2005    |
| „Уиз Еър България Еърлайнс“ ЕАД | изпълнителен директор и член на Съвета на директорите | декември 2005 – ноември 2010  |
| „Пристанище Варна“ ЕАД          | председател на Съвета на директорите                  | декември 2009 – януари 2013   |
| „Флайинг Карго България“ ООД    | управител                                             | януари 2012 – януари 2013     |